# Paratemnoides minutissimus
Paratemnoides minutissimus är en spindeldjursart som först beskrevs av Beier 1974.  Paratemnoides minutissimus ingår i släktet Paratemnoides och familjen Atemnidae. Inga underarter finns listade i Catalogue of Life.